# 8895 나
8895 나(8895 Nha, 1995 QN)은 1995년 8월 21일 일본의 와타나베 가즈오가 홋카이도 삿포로시에서 발견한 소행성이다. 한국천문학회 회장을 지낸 천문학자 나일성의 이름을 따랐다.